# Klaus Wansleben
Klaus Wansleben (* 8. Oktober 1925 in Krefeld; † 28. August 2023 in Berlin) war ein deutscher Ingenieur und Zen-Lehrer.

## Leben
Klaus Wansleben besuchte in Krefeld die Grundschule, die Höhere Schule, anschließend die Berufsfachschule für Bauwesen und machte dann die Lehre als Maurer. Anschließend wurde er zum Militär einberufen und wurde in der Ukraine beim Fronteinsatz durch Geschosse am Bein schwer verwundet. Er konnte dann zeitlebens nur noch mithilfe eines Gehstockes gehen. Am Ende des Krieges geriet er in englische Gefangenschaft, aus der er ein Jahr nach Kriegsende 1946 entlassen wurde. Er besuchte dann die Staatsbauschule in Aachen, wo er als Ingenieur (grad) entlassen wurde. Seine Ingenieurtätigkeit begann er als Statiker in einem Büro für Baukonstruktion in Hagen. Anschließend plante und baute er Bundes – und Landstraßen beim Landesstraßenbauamt Köln. Zu seiner Zuständigkeit gehörten zudem das Planen und Bauen der damals ersten Lichtsignalanlagen und „Grüne Wellen“ im Bauamtsbereich. Am Ende seiner Berufstätigkeit war er Abteilungsleiter für Straßen und Brücken beim ehemaligen Kreis Köln. Er schied 1985 aus dem Berufsleben aus. Sein Beruf sicherte ihm die wirtschaftliche Voraussetzung zur Gründung seiner Familie und gemeinnütziger Tätigkeit.
Klaus Wansleben war verheiratet mit Hildegard Wansleben geb. Pesch. Aus dieser Ehe gingen drei Söhne hervor, Norbert, Stephan und Martin, der seit 2001 Hauptgeschäftsführer des „Deutschen Industrie und Handelskammertages“ ist. Das Ehepaar Wansleben hat acht Enkelkinder und sechs Urenkel.
Mit 50 Jahren orientierte sich Klaus Wansleben neu: Er wurde Zen-Schüler des Zen-Meisters Hugo Makibi Enomiya-Lassalle, der als der Wegbereiter der Verständigung zwischen Zen-Buddhismus und Christentum gilt. Als dieser nach 12 Jahren starb, setzte er sein Zen-Studium als Schüler des indischen Zen-Meister Ama Samy fort und wechselte schließlich zum Zen-Meister Kyoun Roshi (Willigis Jäger). 1998 wurde Klaus Wansleben von Willigis Jäger zum persönlichen Assistent Teacher ernannt, mit der Empfehlung, seine Erfahrung in die Gruppenarbeit einfließen zu lassen und der Berechtigung, mit Teilnehmern Zen-Koans zu lösen.

## Wirken
Zusammen mit seiner Frau, die ebenfalls Schülerin von Zenmeister Pater Ama Samy war, lernten sie bei ihren Besuchen in Indien nicht nur den Reichtum des Landes an Spiritualität und Mystik kennen, sondern auch die Armut vieler Menschen. Sie gründeten 1992 den „Verein für Kontemplation, Meditation und Lebenshilfe e.V.“, welcher gemeinnützig und mildtätig anerkannt wurde. Mit Hilfe der Mitglieder und einem entsprechenden Spendenaufkommen konnten sie gemeinsam mit indischen Partnern Armut mildern, Schulen bauen und Kindern den Zugang zur Berufsausbildung ermöglichen. Später wurde der Vereinsname geändert in „Brücke der Menschlichkeit e.V.“ Das Ehepaar Wansleben hat den Verein 2013 auflösen lassen. Sie zogen sich aus Altersgründen zurück, verließen Bonn und wohnten nun in der Nähe von Berlin, dort wo Söhne von ihnen wohnen.
Es fanden zwei Neugründungen statt. Marie Therese Krautzberger gründete mit Freunden den Verein „Bridge of Humanity e.V.“ (anerkannt als gemeinnützig und mildtätig). Als zweiter Verein wurde die „Weggemeinschaft Stille e.V.“ gegründet.
Bevor der obengenannte Verein gegründet wurde, bot Klaus Wansleben ab 1985 in der Residenz der Jesuiten in der Stolzestraße 1a in Köln Zenmeditation an. 1991 kam die Anfrage der kath. Hochschulgemeinde Bonn an Klaus Wansleben dort auch Zenmeditation anzubieten. Eine Gruppe wurde eröffnet. Klaus Wansleben war über Jahrzehnte hinweg mehrmals die Woche in den Gruppen in Köln und Bonn zugegen, war für viele Menschen ansprechbar und bot jährlich mehrtägige Kurse der Zenmeditation an. Ab 2014 wurde die Gruppe in Bonn von Bruno Liesenfeld geleitet, die Gruppe in Köln in der Stolzestraße übernahmen Jost Knobelspieß, Jörg Jakobs und Matthias Schenk.

## Schriften
- Monatsbriefe von Klaus Wansleben aus den Jahren 2002 bis 2012: https://www.weggemeinschaft-stille.de/historie-monatsbriefe.htm
- Ein eigener Blickwinkel – Das Wagnis des Lebens ins Ungewisse: https://www.weggemeinschaft-stille.de/texte/2017/1706-00.html
- Informationen & Texte zur Meditation: https://www.weggemeinschaft-stille.de/infos_u_texte.htm#Texte